# Oedaleus virgula
Oedaleus virgula är en insektsart som först beskrevs av Snellen van Vollenhoven 1869.  Oedaleus virgula ingår i släktet Oedaleus och familjen gräshoppor. Inga underarter finns listade i Catalogue of Life.